# Siegfried Trzoß

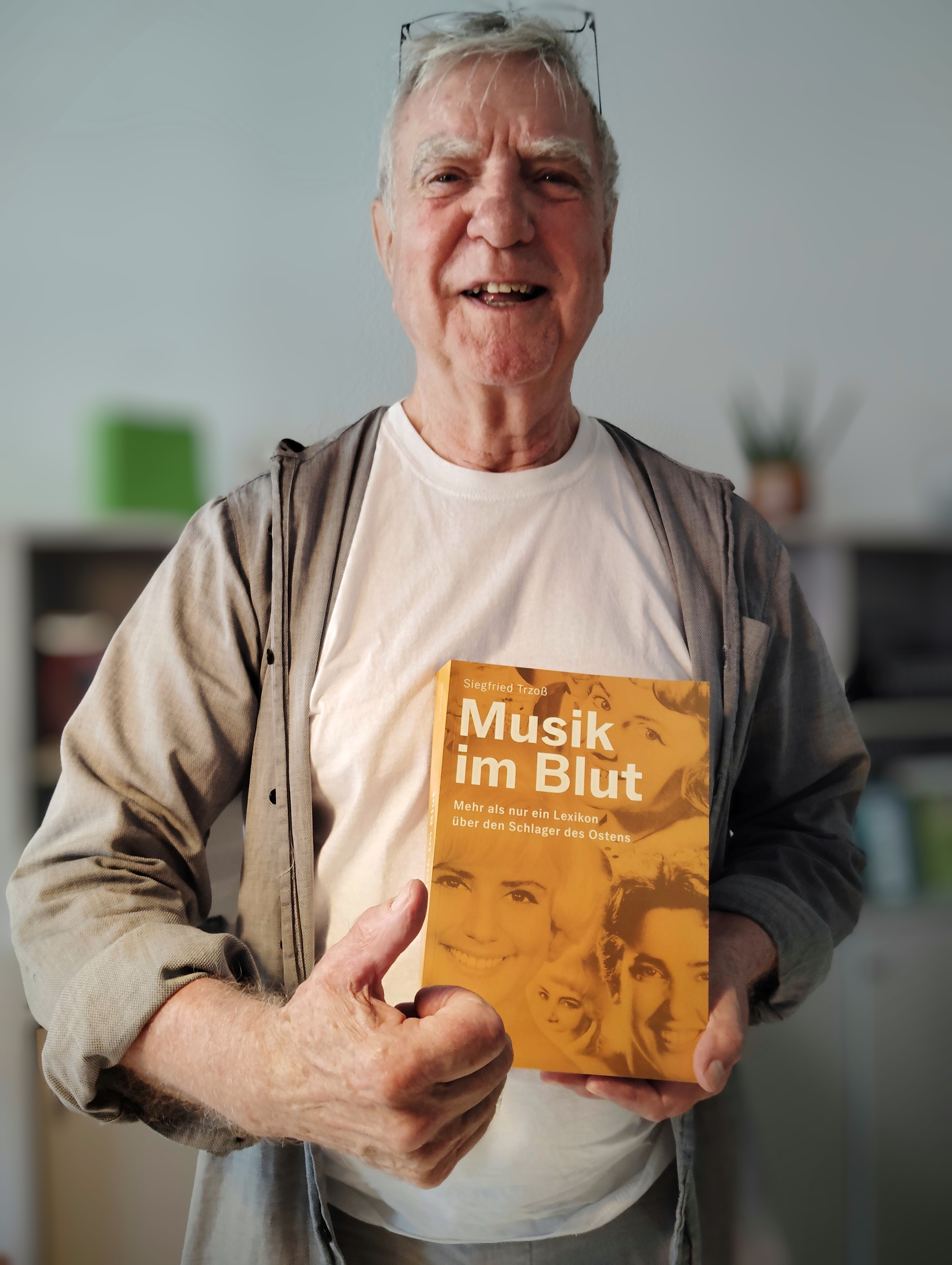
Siggi Trzoß

Siegfried Manfred Trzoß (* 4. August 1944 in Obra, Landkreis Wollstein) ist ein deutscher Moderator, Texter, Sänger und Buchautor. Er setzt sich dafür ein, die Tanz- und Schlagermusik der DDR und ihre Akteure nicht in Vergessenheit geraten zu lassen.

## Leben
1960 wurde er Mitglied im Hörer-Kreis Musik beim damaligen Berliner Rundfunk, wo er im April 1963 seine erste eigene Radiosendung hatte. Im gleichen Jahr beendete er die Ausbildung zum Buchdrucker  mit Abitur. Von 1965 bis 1970 absolvierte er ein Fachschulstudium in den Fächern Körpererziehung und Kunsterziehung und war bis 1979 Lehrer an der Einstein-Oberschule in Neuenhagen bei Berlin. Anschließend war er fünf Jahre Leiter des Kinderheimes „Max Reimann“ in Dahlwitz-Hoppegarten, dann bis 1988 Bürgermeister der Gemeinde Dahlwitz-Hoppegarten.
Während die Schlagermusik zunächst nur Hobby war, machte er sie mehr und mehr zum Beruf. In loser Folge moderierte er von 1963 bis 1988 beim damaligen Berliner Rundfunk Schlagersendungen. Ende der 80er Jahre liefen unter dem Texter-Pseudonym „Manfred“ erste Radioproduktionen, die er gemeinsam mit den Komponisten Martin Möhle und Hans Bath u. a. für die Sänger Peter Wieland, Karla Schreiter, Hartmut Eichler, Sonja Siewert, Herbert Klein und Siegfried Uhlenbrock schrieb.
Nach der Wende konzentrierte sich Trzoß auf die Pflege des „Schlagers des Ostens“ als Teil einer gesamtdeutschen Musikkultur, sowohl als Gestalter und Moderator diverser großer und kleiner Schlagershows als auch zahlreicher eigener Sendungen beim ORB / RBB (Radio Berlin 88,8 und Antenne Brandenburg), beim DeutschlandRadio Berlin, beim Sender Radio 50plus sowie seit 2002 beim Berliner Bürgerradio ALEX-BERLIN mit seiner Sendereihe Kofferradio, in der Hits und Raritäten des Ostens – auch im geographischen Sinne – erklingen. Am 31. Januar 2025 fand die 1000. Sendung Kofferradio als Schlagerzeitreise im Arndt-Bause-Saal des Freizeitforums Berlin-Marzahn mit einer öffentlichen Vier.Stunden Live-TV-und Radioshow statt.
Von 1994 bis 1999 moderierte er seine Berliner Talentshow Lampenfieber und anschließend bis 2012 das bundesweite sozial-kulturelle Projekt Talentshow 50plus um den jährlichen Pokal Grand Prix „Goldener Herbst“.
Trzoß veröffentlichte Schlagerbücher und zahlreiche Booklets sowie CD-Zusammenstellungen für den Bertelsmann-Verlag, Reader’s Digest und AMIGA. Von 2014 bis 2023 war er wöchentlicher Kolumnist der SuperIllu und schrieb hier über Tanzmusik-Akteure des Ostens. Seit Ende 2023 schreibt er für den Hamburger SCG Verlag über den Schlager des Ostens in loser Folge in den Zeitschriften Stars von gestern & heute, Freizeit & Schlager-Retro Stars, Schlager Stadl und Bild der Frau.

## Buchveröffentlichungen
- Schlagergeschichte(n) des Ostens. Raku-Verlag, Eichwalde 2004, ISBN 3-938311-00-2.
  - Bd. 1: 1945–1965
  - Bd. 2: 1965–1990
- Schlagergeschichte(n) des Ostens. Überarbeitete Neuausgabe in 3 Bänden, Aperçu-Verlag, Berlin 2007, ISBN 978-3-938810-02-6.
  - Bd. 1: 1945–1965
  - Bd. 2: 1965–1970
  - Bd. 3: 1970–1990
- Wenn der Paul mit der Paula. Humorvolle Alltagsgeschichten. 2 Bände. Berlin, 2006, 2009.
  - Musik im Blut - Mehr als nur ein Lexikon über den Schlager des Ostens (ANTHEA-Verlag Berlin, 2024), ISBN 978-3-89998-433-0.

## Solo-Alben
- 1994 – Grüß dich, altes Haus (Musik-Studio Wandlitz)
- 1999 – Mit einem Lächeln im Gesicht (PEWI Records and Songs)
- 2004 – Jedes Alter hat seine Reize (PEWI Records and Songs)
- 2013 – Leb das Leben (PEWI Records and Songs)
- 2017 – „Kofferradio-Knallbonbons“ (Eine musikalische Zeitreise in Text und Musik über den DDR-Schlager) beim Label SECHZEHNZEHN
- 2019 – Wir sind alle keine Engel (www.puk-music.de)

## Texte für andere Interpreten (Auswahl)
- 1986 – Wir über sechzig (Herbert Klein)
- 1987 – Lauf dich gesund (Siegfried Uhlenbrock)
- 1988 – Liebling, wie die Zeit vergeht (Sonja Siewert & Herbert Klein)
- 1997 – Miteinander reden (Julia Axen)
- 1999 – Sieben Tage auf Mallorca (Gabi Munk & Ingo Krähmer)
- 2002 – Mama, dankeschön (Wilfried Peetz)
- 2004 – Kleine Werke großer Meister (Dagmar Frederic)
- 2011 – Du berührst mich (Duo VISAVIS)
- 2014 – Du hast mein Herz alarmiert (Andreas Möllrt)
- 2020 – Tausend Fragen (Tobias Stein)
- 2024 – Unvergessen (Tobias Stein)

## Sampler (Auswahl)
- 2003 – Günter Gollasch und das Tanzorchester des Berliner Rundfunks (Ninemond GmbH Strausberg)
- 2007 – Kurt Henkels und das Rundfunktanzorchester Leipzig (AMIGA)
- 2009 – Schlager-Asse Vol. 1-3 (AMIGA)
- 2010 – Die schönsten Souvenirs – Unvergessliche DDR-Schlager der 50er & 60er Jahre (AMIGA)